# Carlingue

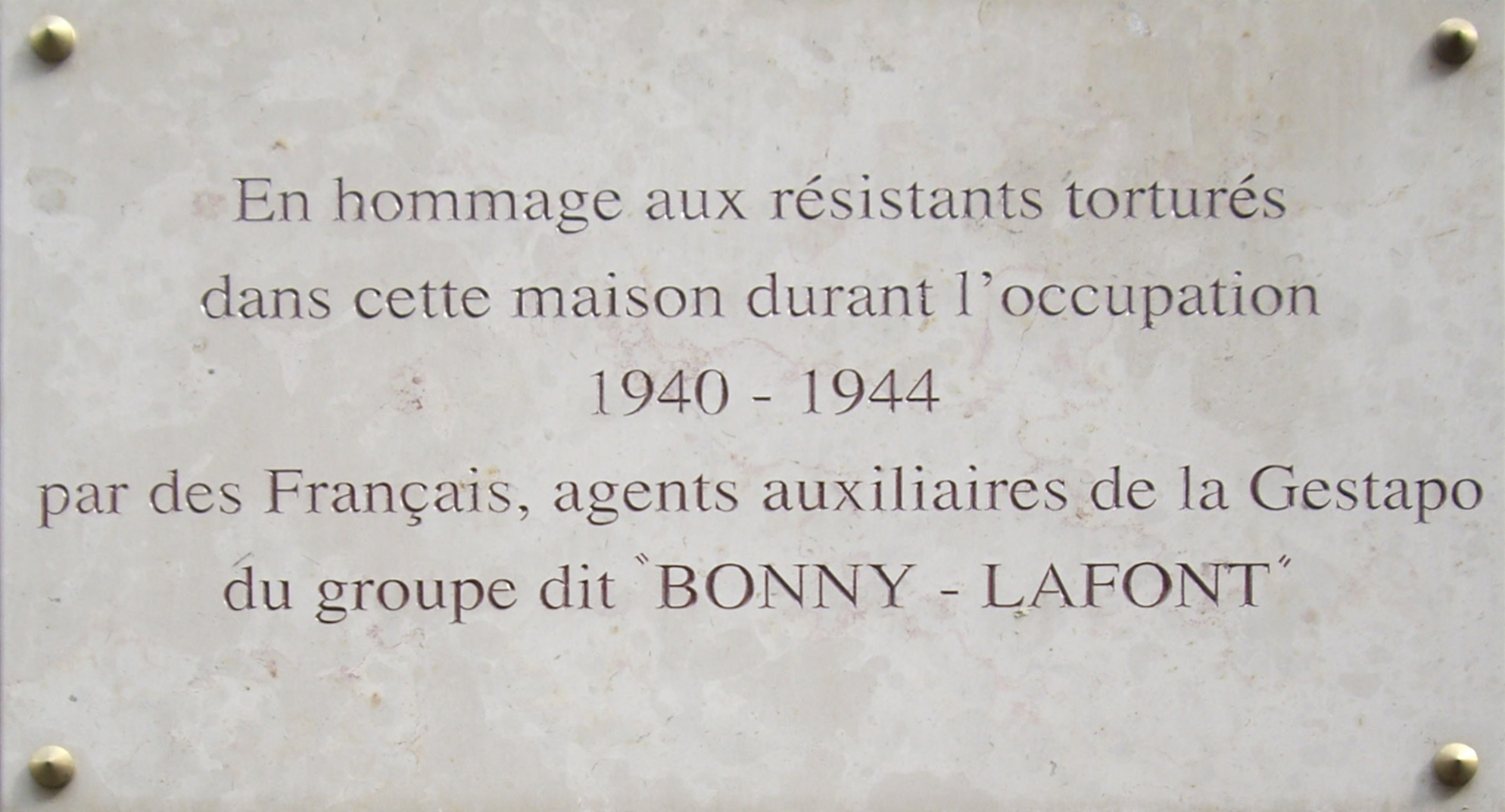
Gedenktafel in der rue Lauriston 93 im 16. Pariser Arrondissement zu Ehren der Opfer der französischen Gestapo. Die Gedenktafel wurde nach Bauarbeiten April 2014 gegen eine neue ausgetauscht, worauf nun lediglich „Hommage aux héros de la Résistance 1940–1944“ („Zu Ehren der Helden der Résistance 1940–1944“) steht.

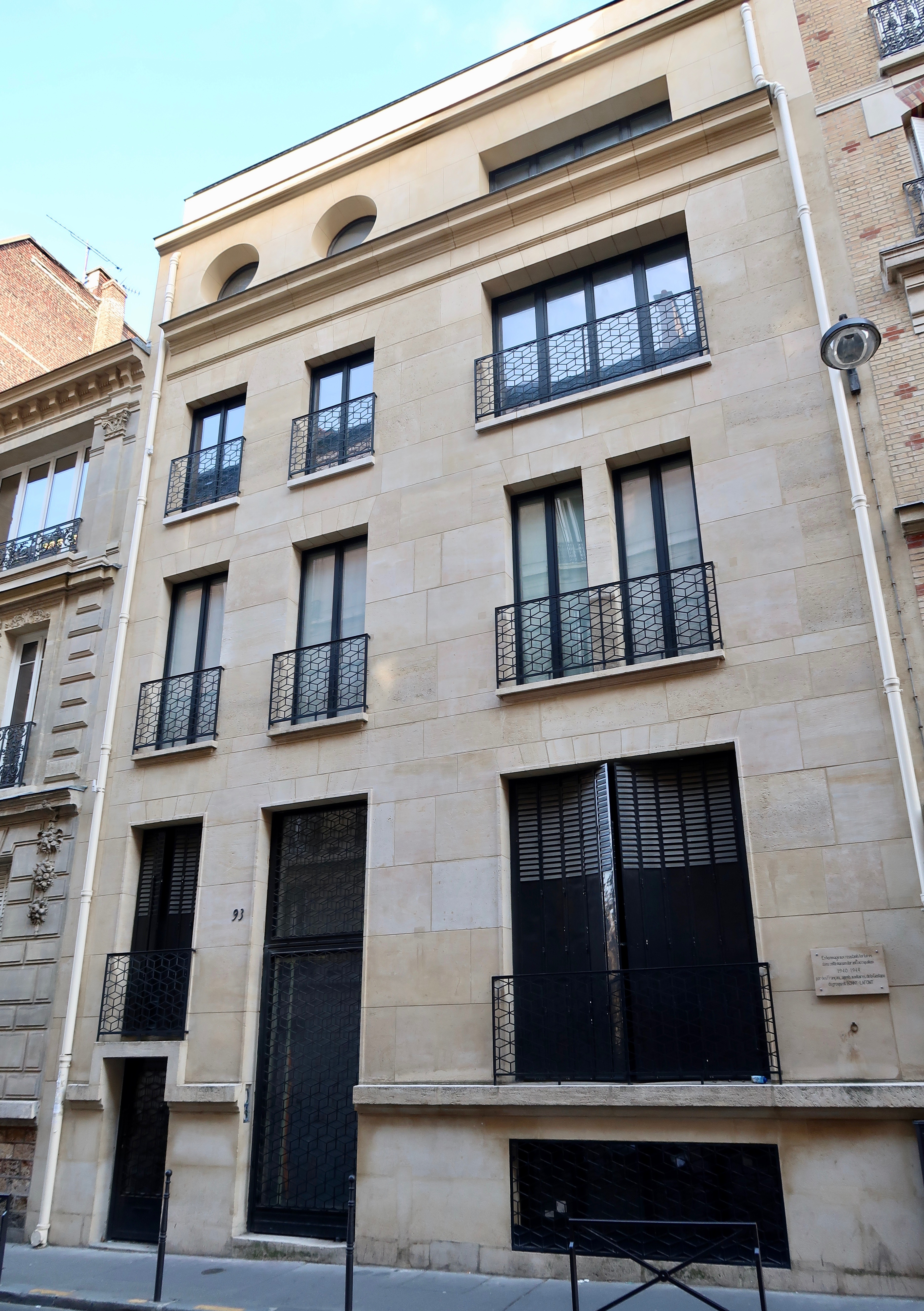
Rue Lauriston 93

Carlingue, auch Französische Gestapo (französisch Gestapo française oder Gestapo – Bande de la Rue Lauriston), war der Kurzname für die französischen Hilfskräfte der Gestapo. Diese Organisation Vichy-Frankreichs unter deutscher Besatzung rekrutierte ihr Personal teilweise aus dem Kriminellenmilieu.

## Aktivitäten der Carlingue

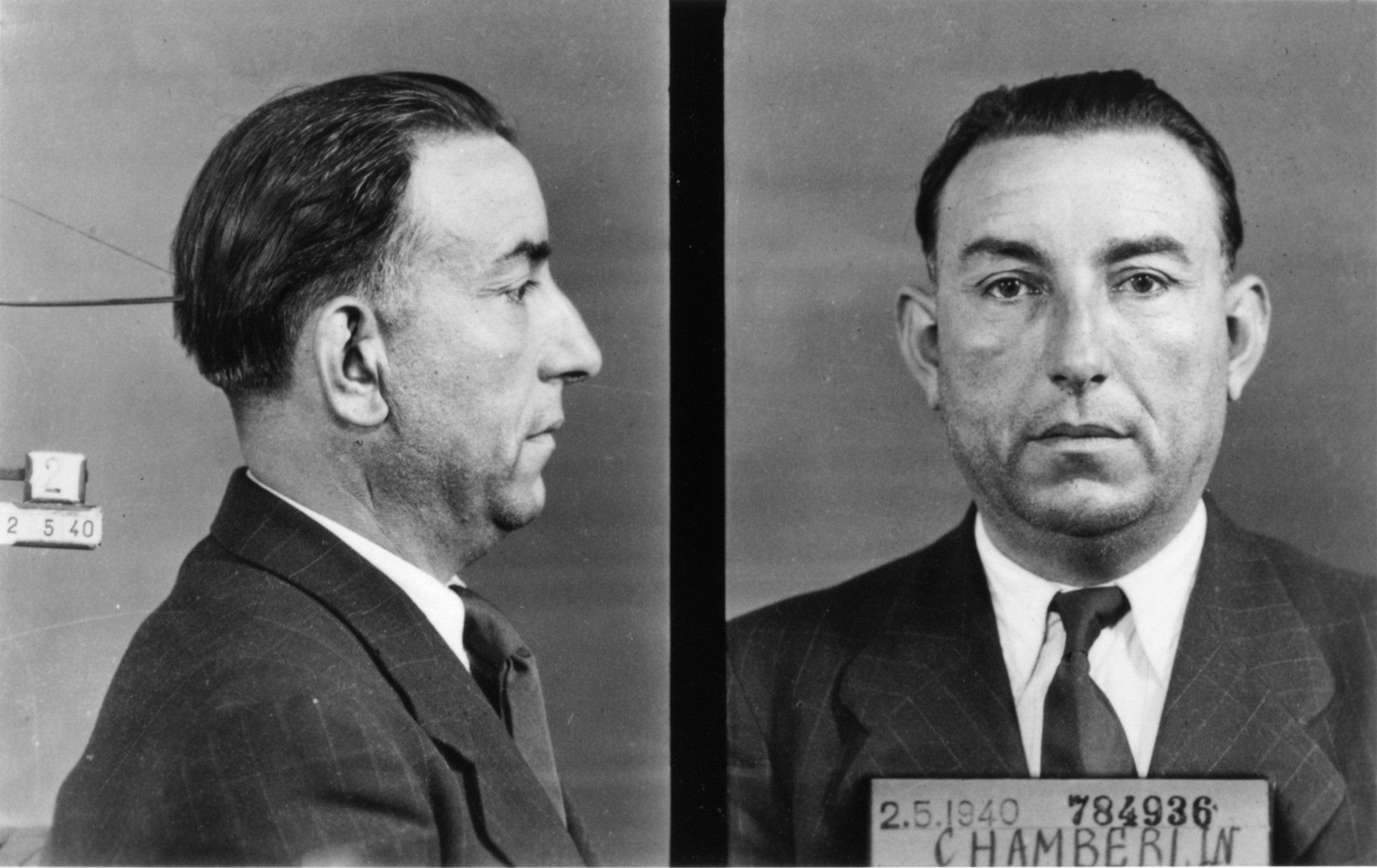
Henri Chamberlin, genannt Henri Lafont

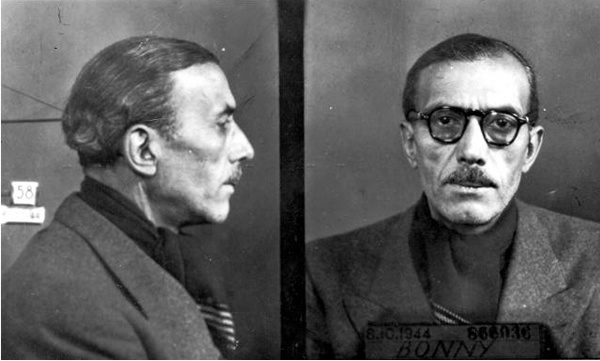
Pierre Bonny

Die Zentrale der Carlingue war ab Frühling 1941 bis 1944 die Rue Lauriston 93 in Paris. Carlingue wurde vom mehrfach vorbestraften Henri Chamberlin (genannt Henri Lafont), der 1940 aus dem Cherche-Midi-Gefängnis ausgebrochen war, und vom wegen Veruntreuung entlassenen ehemaligen Polizisten Pierre Bonny geleitet. Bonny war im Zusammenhang mit der Stavisky-Affäre bekannt geworden. Auf Lafonts Wunsch wurden 28 Kriminelle im Juli 1940 aus dem Gefängnis Fresnes entlassen. Berufsverbrecher wie Pierre Loutrel (auch bekannt als Pierrot le fou) und Jo Attia (1916–1972), beide durchliefen das Militärlager Tataouine im Protektorat Tunesien, sowie Georges Boucheseiche oder Abel Danos (1904–1952) gehörten der Carlingue an.
In der Rue Lauriston 93, wo sie fürstlich von Erpressung, Schutzgeldern und Kunstraub lebte, führte die Carlingue nicht nur ihre Folterungen durch und lagerte das Beutegut, sondern veranstaltete an diesem Ort auch Feiern mit SS-Leuten, Kollaborateuren, Stars und der Halbwelt. Am 7. August 1942 war beispielsweise Jean Luchaire ein Gast der Gruppe. Anwesend waren auch zwei Frauen mit ungesicherten Adelstiteln, nämlich Sylvie (oder Sylviane) Quimpfe, Comtesse d’Abrantès und Marga d’Andurain, geborene Jeanne Clarisse (1893–1948). Sie waren Geliebte wechselnder Personen im Umfeld der Carlingue. Beide begingen Diebstahl und Hehlerei, d’Abrantès durch vorgetäuschte Requisition und d’Andurain mit Raubkunst. Beide wurden innerhalb der Carlingue auch als Agentinnen eingesetzt.
Die Zahlenangaben über die Angehörigen der Organisation reichen je nach Quelle von 6.000 bis zu 32.000 Mitarbeitern. Angehörige der Carlingue unterstützten im Januar und Februar 1944 deutsche Besatzungstruppen als Mitglieder der paramilitärischen Légion nord-africaine (LNA) unter Alexandre Villaplane in deutschen Uniformen bei den Kämpfen gegen französische Untergrundkämpfer in der Gegend um Tulle im Zentralmassiv.

## Laufbahnen einzelner Mitglieder
Viele Carlingue-Angehörige wurden während der Libération verhaftet, zum Tode verurteilt und noch 1945 hingerichtet. Ab 1958 machte ein ehemaliger Carlingue-Angehöriger, der für seine Brutalität bekannte Georges Boucheseiche (geboren 1914; gestorben vermutlich 1974), im französischen Auslands-Geheimdienst Service de Documentation Extérieur et de Contre-Espionage (SDECE) Karriere.
Eine zwiespältige Rolle hatte der 1925 aus Kischinew in Bessarabien (heute Moldau) eingewanderte Kriminelle Joseph Joanovici (1905–1965), genannt Joino oder Monsieur Jo.  Er ermöglichte im Oktober 1941 die Zusammenarbeit von Henri Lafont mit dem Berufsverbrecher und Nazi-Informanten Auguste Ricord (1911–1985) aus Marseille im kriminellen Geschäft. Nach der Befreiung Frankreichs verriet Joanovici der Polizei das Versteck der Carlingue, er half gegen Ende des Krieges Kämpfern der Résistance finanziell und logistisch, hatte aber ab Juli 1940, in enger Zusammenarbeit mit Henri Lafont, die Nazis mit seiner Firma an der Rue Morice 13 in Clichy-sur-Seine mit Altmetall, Kupfer und Messing beliefert und mit der Nazi-Tarnfirma „Wirtschaftliche Forschungsgesellschaft“ kollaboriert. Die von Joanovici den Nazis bereitgestellte Liefermenge wird auf 30.000 Tonnen für sie strategisch wichtige Metalle geschätzt. Während des Kriegs ließ er sich bescheinigen „Arier“ zu sein. Der Gestapo stellte er Lastwagen und Treibstoff zur Verfügung. Seine Flucht nach Israel 1957 endete bereits 1958 mit seiner Ausweisung wegen Kollaboration.
Sylvie Quimpfe wurde 1950 im „Prozess der Gestapo-Witwen“ zu 18 Monaten Gefängnis und einer Geldstrafe von 30.000 Francs verurteilt. Gegen Marga d’Andurain, der ihn ihrer Laufbahn drei Morde angelastet wurden (ihre beiden Ehemänner: ein Beduine, den sie heiratete, um in Mekka eingelassen zu werden, und im Jahr 1936 Pierre d’Andurain, sowie 1944 ihren Neffen Raymond Clérisse), wurde nach der Befreiung von Paris das Verfahren eingestellt. 1948 wurde sie von einem Komplizen beim Versuch ermordet, mit einer Yacht Schmuggel zwischen Tanger und Europa zu betreiben.

## Folteropfer der Carlingue
- Geneviève de Gaulle, eine Nichte von Charles de Gaulle[5]

## Bekannte Mitglieder
- Jacques Bonny, Polizeiinspektor, verhaftet am 31. August 1944, danach verurteilt und hingerichtet[8][5]
- Pierre Bonny, Polizist, verhaftet  am 31. August 1944, danach verurteilt und hingerichtet
- Paul Carbone, kam im Dezember 1943 bei einem Anschlag der Résistance ums Leben
- Henri Lafont (eigentlich: Henri Chamberlin), hingerichtet im Fort de Montrouge am 26. Dezember 1944
- Christian Masuy (eigentlich: Georges Delfanne), aus Belgien stammend, sadistischer Folterer, Flucht nach Spanien, hingerichtet 1947[8][5]
- Violette Moris, einzige direkt beteiligte Frau in der Carlingue, von der Résistance erschossen[6]
- Georges Pujol, ehemaliges Mitglied der Résistance, im August 1944 erschossen
- François Spirito, wurde angeklagt, aber nie verurteilt. Er arbeitete später für die French Connection.
- Alexandre Villaplane, hingerichtet im Fort de Montrouge am 27. Dezember 1944

### Sachbücher
- Jacques Delarue: Trafics et crimes sous l’Occupation (= Livre de Poche). Fayard, Paris 1968, OCLC 1171304500. Neuauflage: Pluriel, Paris 2013, ISBN 978-2-8185-0326-3.
- Philippe Aziz: Tu trahiras sans vergogne, histoire de deux “collabos”, Bonny et Lafont. Fayard, Paris 1970, OCLC 641486109
- Philippe Aziz: Au service de l’ennemi : la gestapo française en Province. Fayard, Paris 1972, OCLC 1001517521.
- Philippe Aziz: Le livre noir de la trahison: Histoires de la Gestapo en France. Ramsay, Paris 1984, ISBN 978-2-85956-359-2.
- Serge Jacquemard: La Bande Bonny-Lafont. Scènes de crimes, Vésenaz 2007, ISBN 978-2-940349-47-0 (zuerst erschienen bei Fleuve noir, Paris 1993).
- Martyn Cornick, Peter Morris: The French secret services, Kapitel The Second World War (= International Organizations Series, 6). ABC-Clio Inc, New Jersey 1993, ISBN 978-1-85109-146-1, S. 42–73.
- Jean-François Miniac: Les nouvelles affaires criminelles de l’Orne. Éditions De Borée, Paris 2009, ISBN 978-2-84494-959-2 (über den Carlingue-Angehörigen Roger Griveau).

### Belletristik
- Patrick Modiano: La ronde de nuit. Gallimard, Paris 1969. Neuauflage: Collection Folio, 835. Gallimard, Paris 2016, ISBN 978-2-07-036835-8.
  - deutsch: Abendgesellschaft. Teil 1 der sog. Pariser Trilogie. Suhrkamp, Frankfurt 1998, ISBN 978-3-518-38186-1.[12]

## Filme
- Louis Malle erzählt in seinem Spielfilm Lacombe, Lucien (1974) nach einem Drehbuch von Patrick Modiano die Geschichte eines Jugendlichen, der 1944 Mitglied der Carlingue wird.
- Unter dem Titel 93, rue Lauriston wurde am 14. Dezember 2004 auf Canal+ (Wiederholung am 26. September 2006 auf France 2) ein Fernsehfilm ausgestrahlt, der sich in fiktiver Weise mit den Aktivitäten der Gestapo française beschäftigte, in dem auch historische Personen wie Lafont und Bonny auftreten.